# Hélène Janicot
Pour les articles homonymes, voir Janicot.
Hélène Janicot, née le 13 décembre 1993 à Clermont-Ferrand, est une grimpeuse française.

## Biographie
Hélène Janicot découvre l'escalade vers dix ans, dans le cadre scolaire. Sur les conseils d'un professeur, elle s'inscrit en club où elle pratique d'abord en loisir. Prenant goût aux rencontres sportives locales, elle intègre le groupe compétition du club R.A.P.P.E.L 63 à Riom vers l’âge de douze ans. Son gabarit particulièrement adapté à ce sport lui permet d'intégrer l'équipe de France quelques années plus tard.
Hélène Janicot partage son temps entre entraînement de sportive de haut niveau et les études de langue et civilisation en anglais, d'abord à Aix-en-Provence puis à Voiron.

## Résultats en compétition

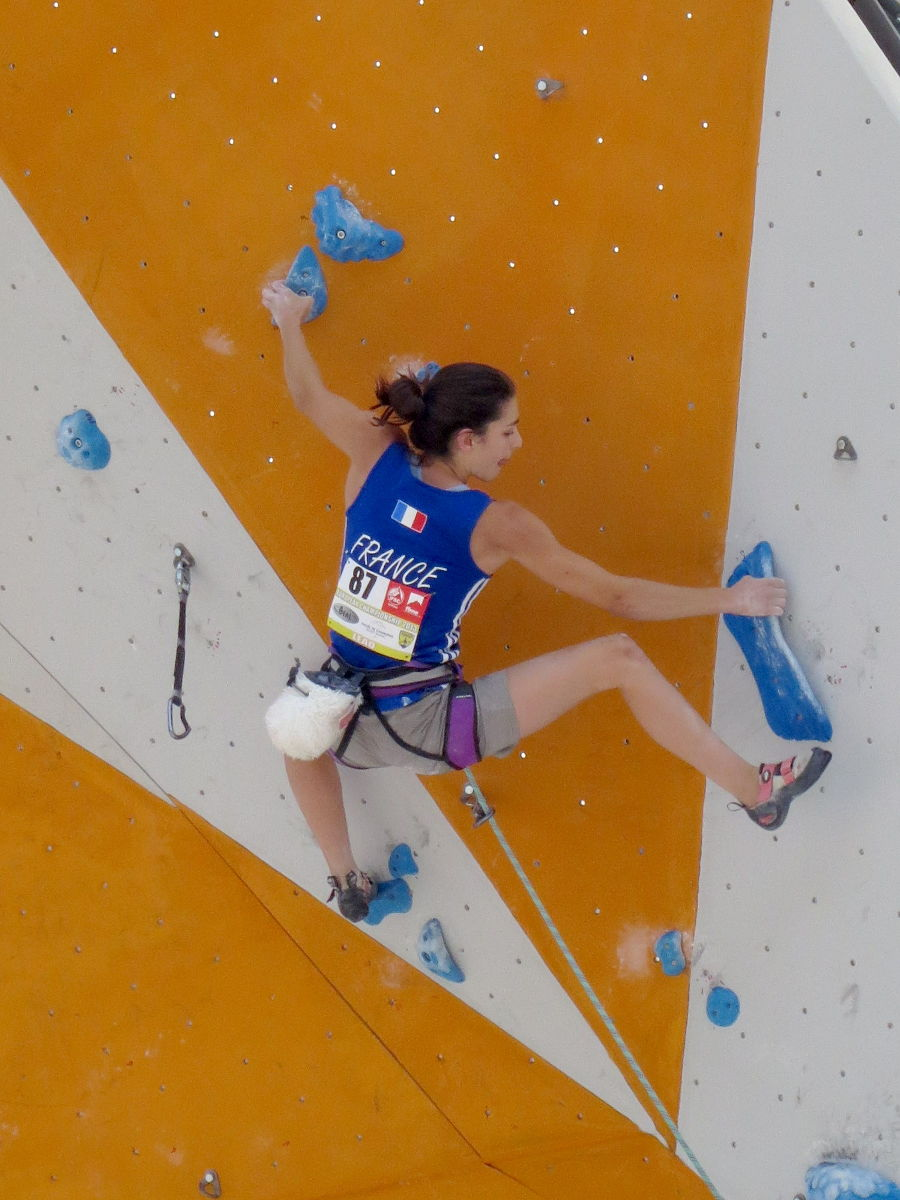
Hélène Janicot à Chamonix en 2013, lors des demi-finales des championnats d'Europe de difficulté qu'elle terminera à la troisième place

- 2019 : Championne de France de difficulté
- 2016 : 1re de l'étape de Coupe de France de Niort
- 2014 : Championne de France Séniors
- 2013 : 3e des championnats d’Europe et 3e coupe du monde de briançon
- 2012 : 1re de l'étape de Coupe du Monde de Briançon
- 2010 : 2e de l’étape de Coupe du monde de Chamonix
- 2010: Championne du Monde Cadette